# Bué
Bué é uma comuna francesa na região administrativa do Centro, no departamento Cher. Estende-se por uma área de 6,27 km². Em 2010 a comuna tinha 324 habitantes (densidade: 51,7 hab./km²).